# Поркуян Валерій Семенович
Поркуян Валерій Семенович (нар. 4 жовтня 1944, Кіровоград) — радянський і український футбольний тренер, в минулому футболіст на позиції нападник. Майстер спорту міжнародного класу (1966), Заслужений майстер спорту (1991).

## Досягнення
- Чемпіон СРСР з футболу: 1966, 1967, 1968
- Володар Кубка СРСР: 1966
- 4 місце чемпіонату світу в Англії
- Найкращий бомбардир збірної СРСР на ЧС-1966 (4 голи в 3 іграх)
- Учасник чемпіонату світу в Мексиці: 1970
- Нагороджений орденом «За заслуги» III ступеня (2004)[1]